# Orfelia helvola
Orfelia helvola är en tvåvingeart som beskrevs av Cao och Xu 2008. Orfelia helvola ingår i släktet Orfelia, och familjen platthornsmyggor. Inga underarter finns listade i Catalogue of Life.